# 當代生物學
《當代生物學》(Current Biology)內容涵蓋生物學各個領域的科學期刊，尤其是分子生物學，細胞生物學，遺傳學，神經生物學，生態學及進化生物學等領域。該期刊每個月出版兩期，包括同行評審的研究論文，各類評論文章，以及該期刊編輯的部分文章。當代生物學創立於1991年，於1998年由愛思唯爾公司收購。自2001年以來屬於細胞出版社(Cell Press)的一部分，愛思唯爾公司的下屬部門。
根據期刊引证报告，該期刊於2014年的影响因子為<9.571>。